# Onthobium howdeni
Onthobium howdeni är en skalbaggsart som beskrevs av Renaud Maurice Adrien Paulian 1984. Onthobium howdeni ingår i släktet Onthobium och familjen bladhorningar.
Artens utbredningsområde är Nya Kaledonien. Inga underarter finns listade i Catalogue of Life.